# Ornament zoomorficzny

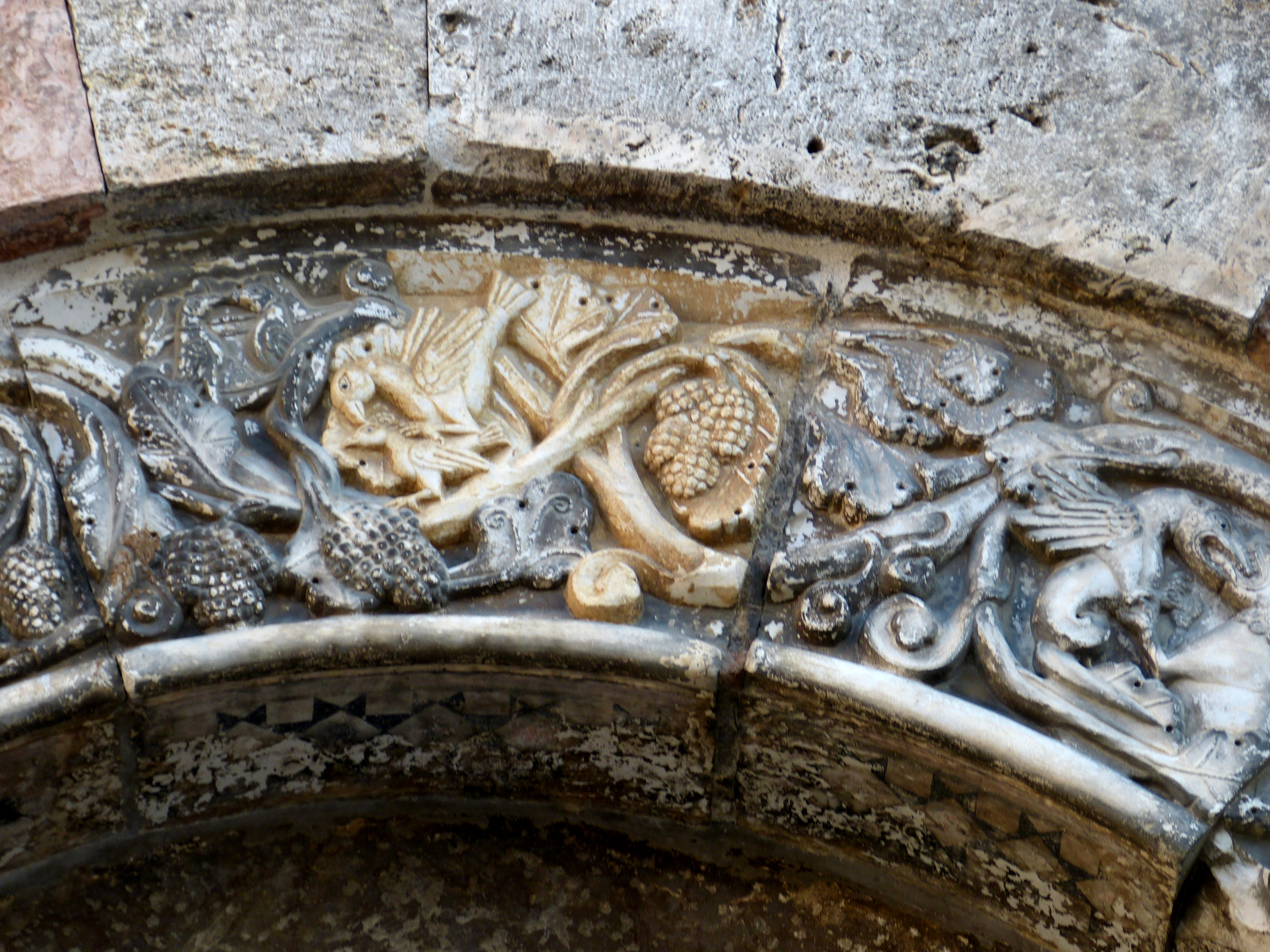
Romański ornament zoomorficzny - fragment portalu kościoła San Silvestro w Bevagna

Ornament zoomorficzny – ornament oparty na stylizowanych motywach, zaczerpniętych z realnego bądź fantastycznego świata zwierząt.
Ornamentyka taka pojawia się w kulturach epoki brązu, a w Europie i Azji północnej żelaza. Jednak w okresie klasycznym kultury antyku greckiego (i wzorującej się na niej sztuce rzymskiej) zanikła ustępując formom zoomorficznych stworów mitologicznych będących samodzielną rzeźbą bądź reliefem. Była ona częstym motywem zdobniczym sztuki scytyjskiej, z której - przejęty prawdopodobnie przez Gotów i przekazany ludom germańskim - rozpowszechnił się następnie wśród plemion anglosaskich, skandynawskich i celtyckich, gdzie zwykle łączony z plecionką tworzył wzory niemal abstrakcyjne. w zdobnictwie celtycko-irlandzkim stosowany był do XI w. zarówno w złotnictwie, jak i iluminatorstwie. Ornamentyka zoomorficzna była powszechnym zjawiskiem w sztuce romańskiej oraz, dochodząc do mistrzostwa, w sztuce skandynawskiej. Wraz z upowszechnieniem się nowych form architektury gotyckiej ornamentyka zoomorficzna w Europie Zachodniej zanika. Jednak dość wyraźnie zauważa się ją jeszcze w ruskiej twórczości iluminatorskiej aż do końca XIV w.